# Фицалан, Уильям, 18-й граф Арундел
Уильям Фицалан (англ. William Fitzalan; приблизительно 1476 — 23 января 1544) — английский аристократ, 18-й граф Арундел и 8-й барон Мальтраверс с 1524 года (в 1487—1524 годах носил титул учтивости лорд Мальтраверс). Кавалер ордена Подвязки.

## Биография
Уильям Фицалан принадлежал к одному из самых знатных родов Англии. Он был сыном Томаса Фицалана, 17-го графа Арундела, и Маргарет Вудвилл, приходился двоюродным дядей королю Генриху VIII. Уильям родился приблизительно в 1476 году. С 1487 года, после смерти деда, он носил титул учтивости лорд Мальтраверс. В 1489 году был посвящён в рыцари Бани, после смерти отца в 1524 году занял место в парламенте как граф Арундел. В 1525 году стал кавалером ордена Подвязки. Граф участвовал в суде над Анной Болейн в 1536 году, приобрёл много новых поместий благодаря роспуску монастырей в ходе Реформации.
Граф был женат дважды: на Элизабет Уиллоуби (дочери Роберта Уиллоуби, 1-го барона Уилоуби де Брока, и Бланки Чампернаун) и на Энн Перси, дочери Генри Перси, 3-го графа Нортумберленда, и Мод Герберт. Во втором браке родился сын Генри, ставший 19-м графом Арунделом.